# سایمن (کمیک)
سایمن (به انگلیسی: Psimon) با نام کامل دکتر سایمن جونز، یک شخصیت خیالی ابرشرور در کتاب‌های کامیک آمریکایی منتشر شده توسط دی‌سی کامیکس است که اغلب به عنوان دشمن تیم ابرقهرمانی تایتان‌های نوجوان به‌شمار می‌رود. این شخصیت توسط نویسنده مارو وولفمن و طراح جرج پرز خلق شده‌است؛ که برای اولین بار در شمارهٔ ۳ از مجموعه تایتان‌های نوجوان جدید (ژانویه ۱۹۸۱) حضور پیدا کرد.

## خاستگاه
فیزیک‌دان سایمن جونز، مشغول به آزمایشی برای ارتباط با ابعاد دیگر بود، تا اینکه ذهن او با ترایگان ویرانگر، دیو خبیث و پدر شخصیت ابرقهرمان ریون تماس بر قرار کرد. ترایگان با استفاده از قدرت‌هایش، جونز را تبدیل به یک بیمار روانی دارای توانایی گسترده دورآگاهی و دورجنبی کرد، و به او فرمان داد از آن‌ها برای نابودی سیارهٔ زمین استفاده کند.

## توانایی‌ها و قدرت‌ها
سایمن از توانایی دورآگاهی و دورجنبی فوق‌العاده‌ای برخوردار است. او اغلب از این توانایی‌ها برای کنترل دیگران و القای ترس در آن‌ها استفاده می‌کند. او بوسیلهٔ توانایی دورآگاهی قادر به خواندن ذهن، شستشوی مغزی، اجرای وهم، دستکاری حافظه و تسخیر است. همچنین بواسطهٔ دورجنبی قادر به جابه‌جایی اجسام است، به ویژه اشیاء بزرگ که خارج از محدوده دید او می‌باشند.